# 堀江金属工業
堀江金属工業株式会社（ほりえきんぞくこうぎょう）は、愛知県豊田市にかつて存在した企業。燃料系部品を中心に自動車部品を製造、鋼板の加工・販売をしていた。2008年（平成20年）10月1日をもって、堀江金属工業は樹脂燃料タンク製造のエフティエスと対等合併し、FTSへと社名変更した。

## アスノホリエ
社名として堀江金属工業株式会社（アスノホリエ）と書かれている場合もある。アスノホリエは、「明日(未来)を目指す」「Advance! Superiority & Nobility of HORIE」の頭文字から引用されている。

## 国内拠点
- 本社／本社工場 - 愛知県豊田市鴻ノ巣町（1961年（昭和36年）設立）
- 広田工場 - 愛知県豊田市広田町（1981年（昭和56年）設立）
- 田原工場 - 愛知県田原市緑が浜（1985年（昭和60年）設立）
- スチールセンター - 愛知県みよし市大字三好（1971年（昭和46年）設立）